# Гарсия, Кристина
Кристина Гарсия (англ. Cristina García; род. 4 июля 1958) — американская журналистка и романист кубинского происхождения.

## Биография
Кристина Гарсия родилась в 1958 году. Окончила Барнардский колледж со степенью бакалавра и Школу международных исследований имени Пола Нитца (англ. the Paul H. Nitze School of Advanced International Studies) Университета Джонса Хопкинса со степенью магистра.
После опыта работы репортером Time, занимая руководящий пост в отделении журнала в Майами, стала романистом. Её первый роман, «В мечтах кубинцев» (1992), получил номинацию Национальной книжной премии. С тех пор К. Гарсия опубликовала несколько своих романов, в том числе «Сестры Агуэро» (1997) и «Охота на обезьян» (2003), и несколько книг по истории развития латиноамериканской и кубинской прозы, выступив их редактором в США.

## Личная жизнь
У Гарсии есть дочь Пилар.

### Редактура
- англ. Cubanisimo!: The Vintage Book of contemporary Cuban literature, 2003
- англ. Bordering Fires: The vintage book of contemporary Mexican and Chicano/a literature, 2006

## Награды
- «Кубинские сновидения» — номинант Национальной книжной премии
- Whiting Writers' Award 1996 года
- 1997 Janet Heidinger Kafka Prize за «Сестер Агуэро»
- 2008 Северокалифорнийская книжная премия за роман «Руководство к удаче»